# Saint-Pierre-des-Échaubrognes
Saint-Pierre-des-Échaubrognes és un municipi francès situat al departament de Deux-Sèvres i a la regió de la Nova Aquitània. L'any 2007 tenia 1.384 habitants.

## Demografia

### Població
El 2007 la població de fet de Saint-Pierre-des-Échaubrognes era de 1.384 persones. Hi havia 502 famílies de les quals 104 eren unipersonals (60 homes vivint sols i 44 dones vivint soles), 165 parelles sense fills, 225 parelles amb fills i 8 famílies monoparentals amb fills.
La població ha evolucionat segons el següent gràfic:
Habitants censats

### Habitatges
El 2007 hi havia 534 habitatges, 515 eren l'habitatge principal de la família, 4 eren segones residències i 14 estaven desocupats. 515 eren cases i 17 eren apartaments. Dels 515 habitatges principals, 392 estaven ocupats pels seus propietaris, 118 estaven llogats i ocupats pels llogaters i 6 estaven cedits a títol gratuït; 1 tenia una cambra, 14 en tenien dues, 61 en tenien tres, 134 en tenien quatre i 305 en tenien cinc o més. 412 habitatges disposaven pel capbaix d'una plaça de pàrquing. A 216 habitatges hi havia un automòbil i a 275 n'hi havia dos o més.

### Piràmide de població
La piràmide de població per edats i sexe el 2009 era:
| Homes | Edats   | Dones |
| ----- | ------- | ----- |
| 0     | 95 o +  | 0     |
| 4     | 90 a 94 | 8     |
| 0     | 85 a 89 | 4     |
| 0     | 80 a 84 | 0     |
| 20    | 75 a 79 | 32    |
| 12    | 70 a 74 | 16    |
| 28    | 65 a 69 | 32    |
| 24    | 60 a 64 | 28    |
| 32    | 55 a 59 | 12    |
| 36    | 50 a 54 | 32    |
| 40    | 45 a 49 | 36    |
| 56    | 40 a 44 | 64    |
| 32    | 35 a 39 | 28    |
| 52    | 30 a 34 | 56    |
| 48    | 25 a 29 | 48    |
| 60    | 20 a 24 | 44    |
| 56    | 15 a 19 | 60    |
| 36    | 10 a 14 | 40    |
| 56    | 5 a 9   | 52    |
| 36    | 0 a 4   | 20    |

## Economia
El 2007 la població en edat de treballar era de 895 persones, 696 eren actives i 199 eren inactives. De les 696 persones actives 651 estaven ocupades (371 homes i 280 dones) i 45 estaven aturades (14 homes i 31 dones). De les 199 persones inactives 88 estaven jubilades, 56 estaven estudiant i 55 estaven classificades com a «altres inactius».

### Ingressos
El 2009 a Saint-Pierre-des-Échaubrognes hi havia 515 unitats fiscals que integraven 1.394,5 persones, la mediana anual d'ingressos fiscals per persona era de 16.258 €.

### Activitats econòmiques
Dels 37 establiments que hi havia el 2007, 1 era d'una empresa alimentària, 3 d'empreses de fabricació d'altres productes industrials, 11 d'empreses de construcció, 3 d'empreses de comerç i reparació d'automòbils, 1 d'una empresa de transport, 3 d'empreses d'hostatgeria i restauració, 1 d'una empresa d'informació i comunicació, 4 d'empreses immobiliàries, 5 d'empreses de serveis, 2 d'entitats de l'administració pública i 3 d'empreses classificades com a «altres activitats de serveis».
Dels 16 establiments de servei als particulars que hi havia el 2009, 3 eren tallers de reparació d'automòbils i de material agrícola, 1 paleta, 5 fusteries, 3 lampisteries, 1 electricista, 2 perruqueries i 1 restaurant.
L'únic establiment comercial que hi havia el 2009 era una fleca.
L'any 2000 a Saint-Pierre-des-Échaubrognes hi havia 49 explotacions agrícoles que ocupaven un total de 2.379 hectàrees.

## Equipaments sanitaris i escolars
El 2009 hi havia una escola elemental.

## Poblacions més properes
El següent diagrama mostra les poblacions més properes.